# گواهینامه رانندگی در ترکیه

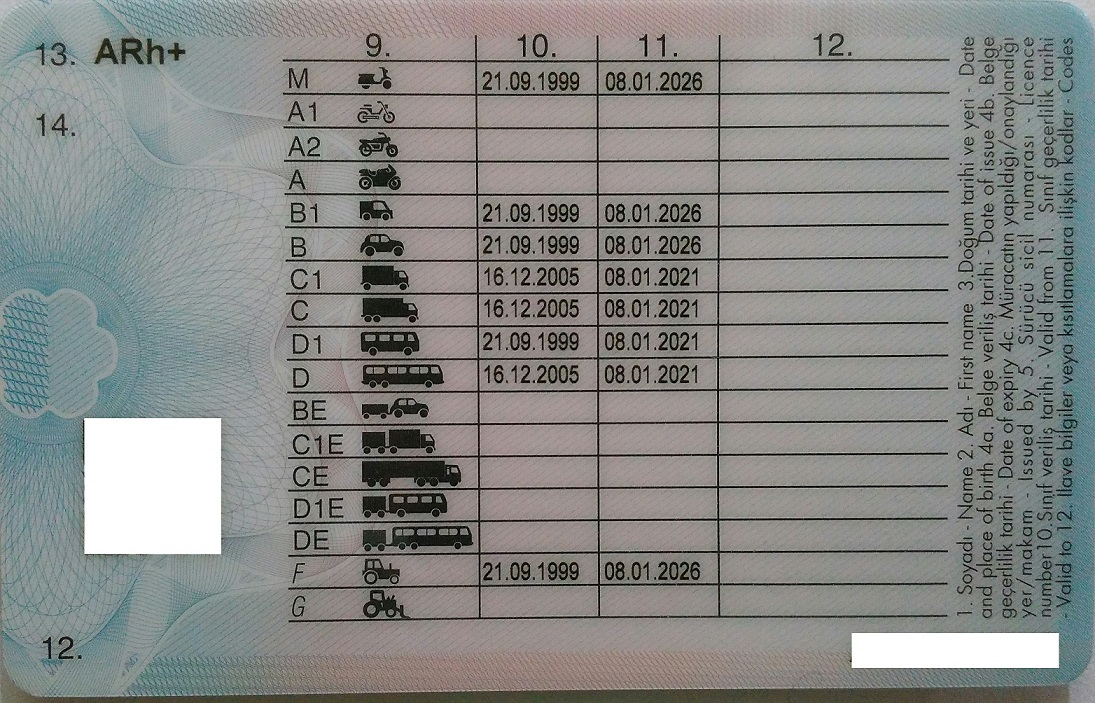
پشت گواهینامه رانندگی ترکیه

گواهینامه رانندگی در ترکیه سندی است که توسط سازمان دولتی در ترکیه صادر می‌شود و ثابت می‌کند که دارنده صلاحیت رانندگی وسایل نقلیه موتوری را در این کشور دارد. امتحانات گواهینامه رانندگی توسط وزارت آموزش ملی تنظیم اجرا و اداره می‌شود در حالی که گواهینامه توسط اداره کل امنیت صادر می‌شود. یک تبعه خارجی می‌تواند با گواهینامه اتحادیه اروپا به مدت شش ماه در ترکیه رانندگی کند. پس از شش ماه باید گواهینامه او به مجوز رانندگی ترکیه تبدیل شود. این قانون برای کشور ایران نیز جاری است و این قانونی برای شهروندان این کشور، به میزان دو سال اعتبار دارد. در ترکیه برای رانندگی ماشین باید حداقل هجده سال و برای رانندگی موتور حداقل شانزده سال سن داشته باشید. آزمون رانندگی شامل یک آزمون عملی و تئوری است که اخیراً برای مطابقت با مقررات اتحادیه اروپا سخت‌تر شده است. عدم تمدید گواهینامه در این کشور ۱۲ هزار لیر جریمه دارد در حالی که تمدید گواهینامه در این کشور ۱۵ لیر هزینه خواهد داشت.